# Осинівка (Вілейський район, Хотеньчицька сільська рада)
Осинівка (біл. вёска Асінаўка) — село в складі Вілейського району Мінської області, Білорусь. Село підпорядковане Хотеньчицькій сільській раді, розташоване в північній частині області.